# Bible moralisée de Vienne 1179
Ne doit pas être confondu avec Bible moralisée de Vienne 2554.
La Bible moralisée dite de Vienne est une bible moralisée enluminée datant de la première moitié du XIIIe siècle conservée à la Bibliothèque nationale autrichienne sous la cote Cod.1179. Entièrement rédigé en latin, le manuscrit a été réalisé pour un commanditaire de la famille royale de France.
Cette bible ne doit pas être confondue avec une autre bible moralisée conservée par la même bibliothèque sous la cote 2554.

## Historique
Le manuscrit a sans doute été commandé par Blanche de Castille, peut-être à destination de son mari Louis VIII. Ce dernier apparaît dans l'avant-dernière miniature, au folio 246 recto, juste avant le copiste auteur du livre. Il s'agit de la deuxième bible ainsi commandée et encore conservée, après l'autre manuscrit conservé à Vienne qui la précède de quelques années. 
Par la suite, la trace du manuscrit se perd. Les armes de la ville de Lübeck apparaissent sur le folio 1r et sur le folio 246v, sans indiquer de localisation plus précise. Il appartient par contre au début du XVIIIe siècle au prince Eugène, général savoyard au service des Habsbourg. Il en fait refaire la reliure en 1713 à Vienne. Le livre entre dans les collections impériales après sa mort en 1736.

## Description

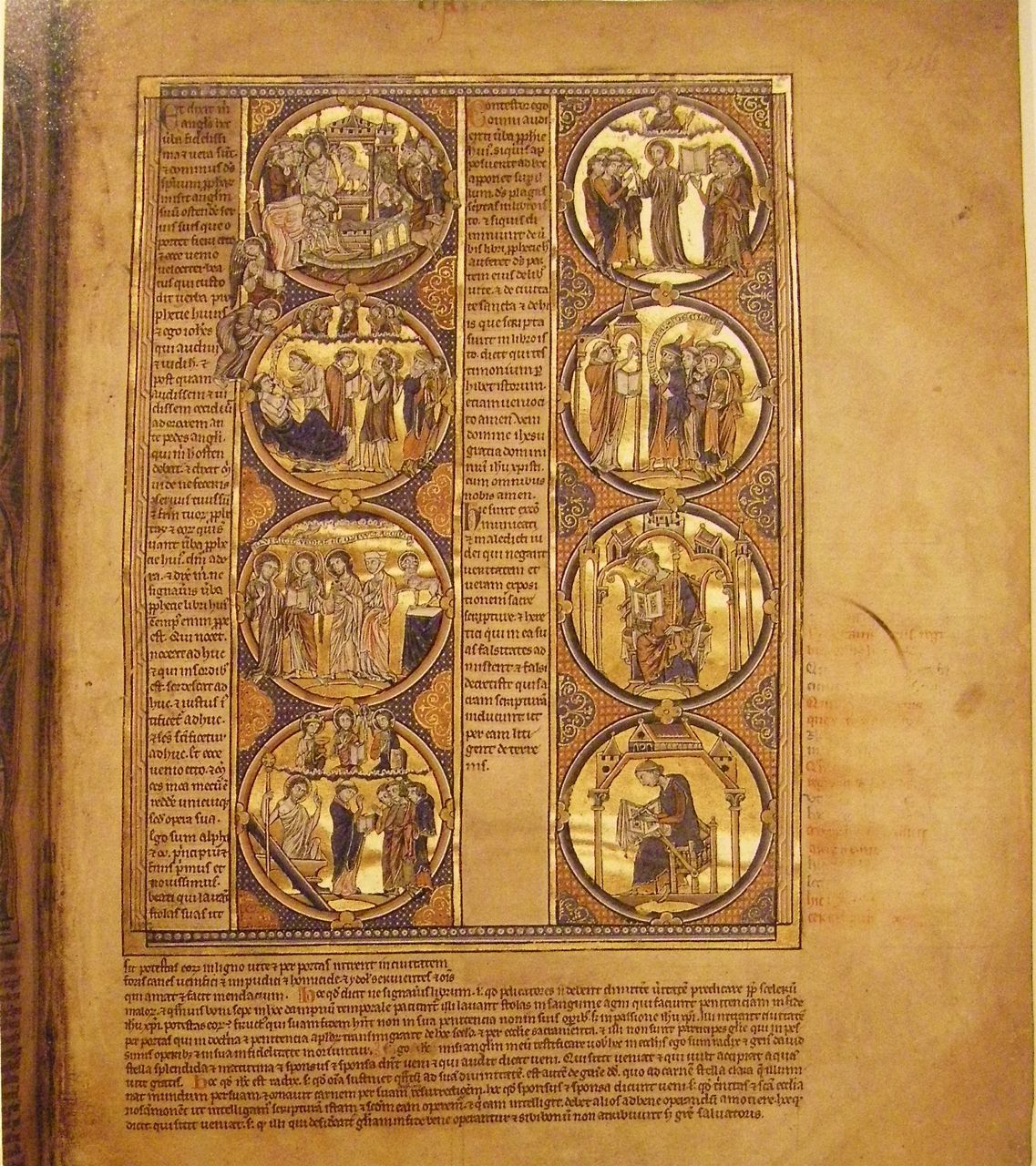
Dernière page du manuscrit : portrait du roi à la troisième miniature à droite.

Le manuscrit est une Bible moralisée, consistant en la représentation de scènes de l'Ancien Testament mises au regard avec des scènes du Nouveau Testament, à raison de huit scènes par page. Cette deuxième bible est entièrement rédigée en latin, contrairement à l'autre bible de Vienne rédigée en langue vulgaire. Elle contient 246 folios organisés en trente cahiers, deux cahiers étant actuellement manquants. Elle contient 1 950 miniatures en médaillons. 
Le texte est très proche de la version française du 2554, mais avec quelques variantes. Plus long, les livres d'Esdras, Job, Daniel, Tobie, Judith, Esther et le premier et le Deuxième livre des Maccabées sont ajoutés notamment. 

Seul se distingue le frontispice du manuscrit qui représente Dieu, tenant dans ses mains un globe et un compas, illustrant le texte du livre de la Genèse, l'architecte de l'univers. Son compas est identique à celui utilisé par les enlumineurs du manuscrit.